# 스톡홀름, 펜실베이니아
《스톡홀름, 펜실베이니아》(영어: Stockholm, Pennsylvania)는 2015년에 공개된 미국의 드라마 영화이다. 니콜 백위드의 감독 데뷔작으로 각본도 함께 썼다. 2015년 선댄스 영화제에서 초연 되었다. 각본은 영화 예술 과학 아카데미에서 2012 Nicholl Fellowship을 수여 받았다. 이야기는 2015년 3월 26일 라이프타임에 인수 되었으며 2015년 5월 2일에 TV에서 초연 되었다.

## 출연진
- 시얼샤 로넌 - 레이아 다르곤 역
  - 하나 헤이즈 - 어린 레이아(12세)
- 신시아 닉슨 - 마시 다르곤 역
- 데이빗 워쇼프스키 - 글렌 다르곤 역
- 제이슨 아이삭스 - 벤 맥케이 역
- 로절린드 차오 - 앤드류 박사 역